# Джоанна Троллоп
Джоанна Троллоп (нар. 9 грудня 1943, Мінчінгемптон) — британська письменниця.